# Karoline von Nassau-Saarbrücken

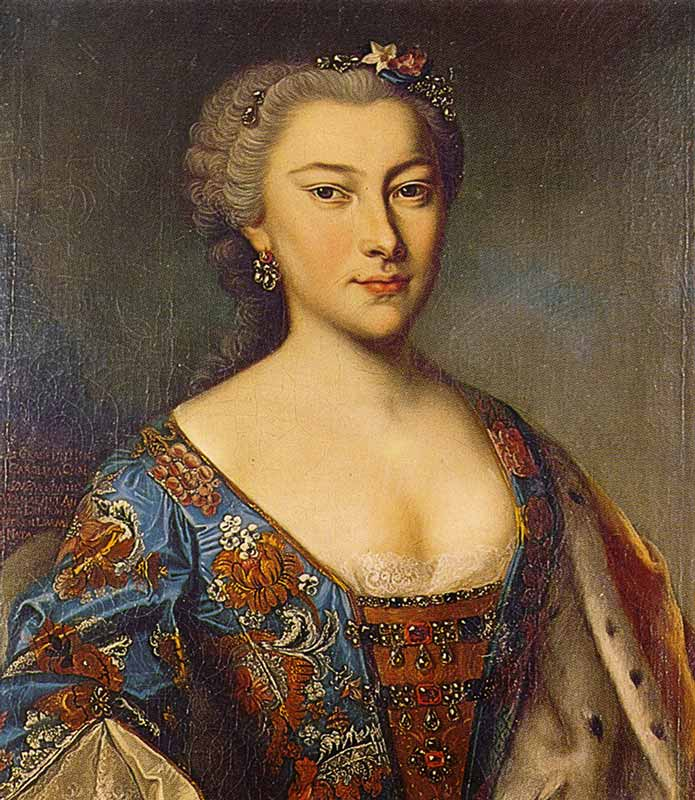
Karoline von Nassau-Saarbrücken

Karoline von Nassau-Saarbrücken (* 12. August 1704 in Schloss Saarbrücken, Saarbrücken; † 25. März 1774 in Darmstadt) war als Ehefrau von Christian III. seit 1719 Pfalzgräfin und ab 1731, nach dem Tod des Cousins ihres Ehemannes, des kinderlos verstorbenen Herzogs Gustav Samuel Leopold, neue Herzogin bzw. Fürstin von Pfalz-Zweibrücken.

## Biografie

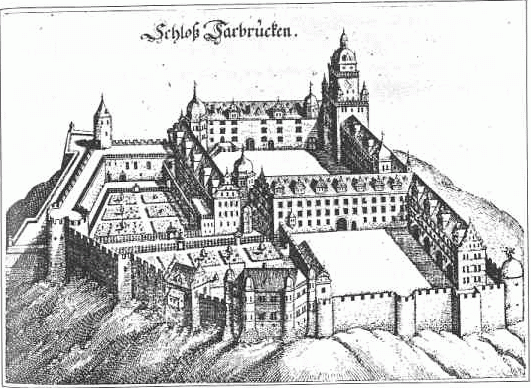
Schloss Saarbrücken

Karoline von Nassau-Saarbrücken wuchs als Tochter des Grafen Ludwig Kraft von Nassau-Saarbrücken (1663–1713) und dessen Ehefrau, der Gräfin Philippine Henriette von Hohenlohe-Langenburg (1679–1751) in Saarbrücken auf.

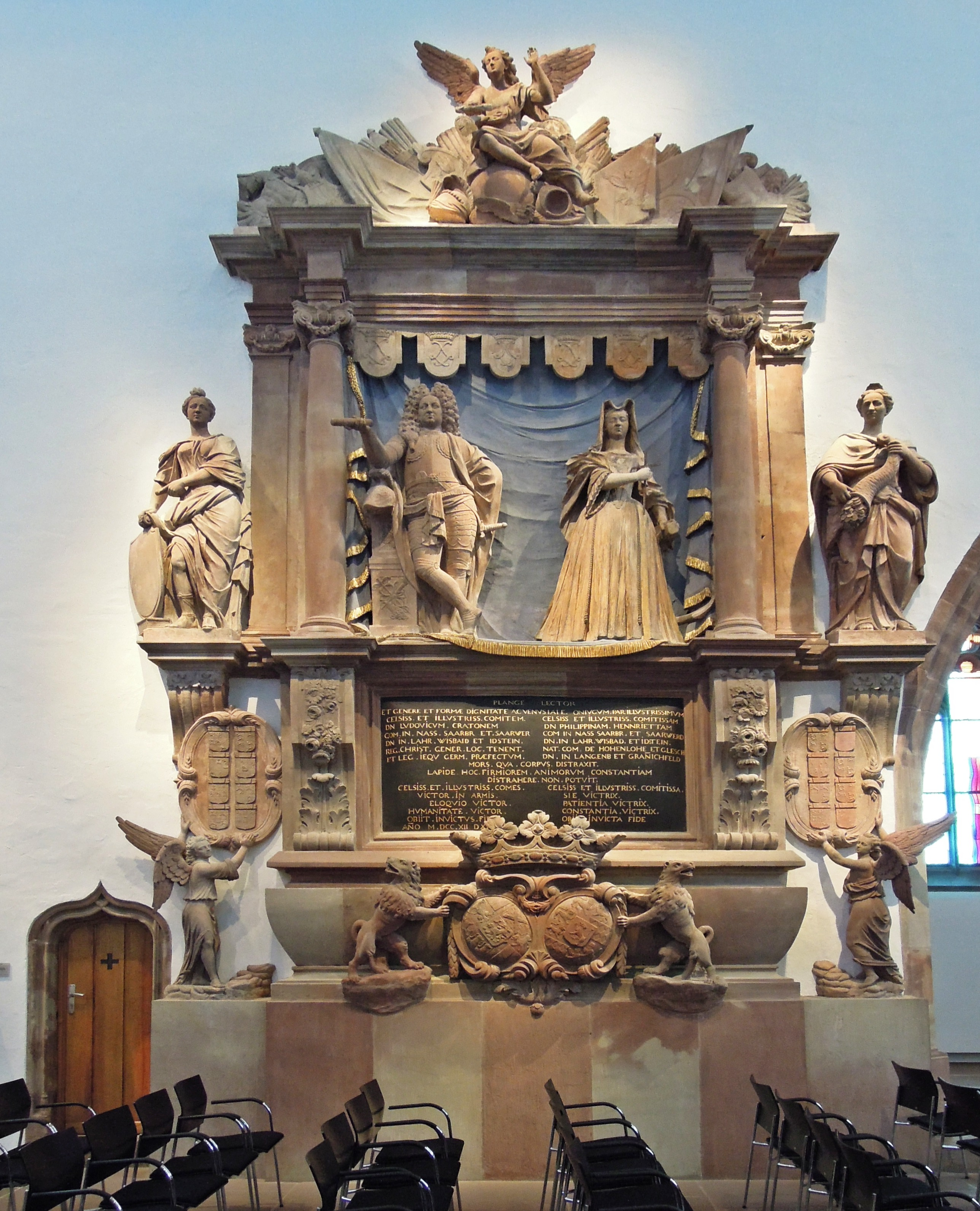
Grabdenkmal der Eltern von Karoline in der Saarbrücker Schlosskirche

Am 21. September 1719 wurde die 15-jährige Karoline mit ihrem Patenonkel, dem 29 Jahre älteren Christian III. von Pfalz-Zweibrücken, vermählt. Die Hochzeit fand auf Schloss Lorenzen beim heutigen Saarunion im Krummen Elsass statt.

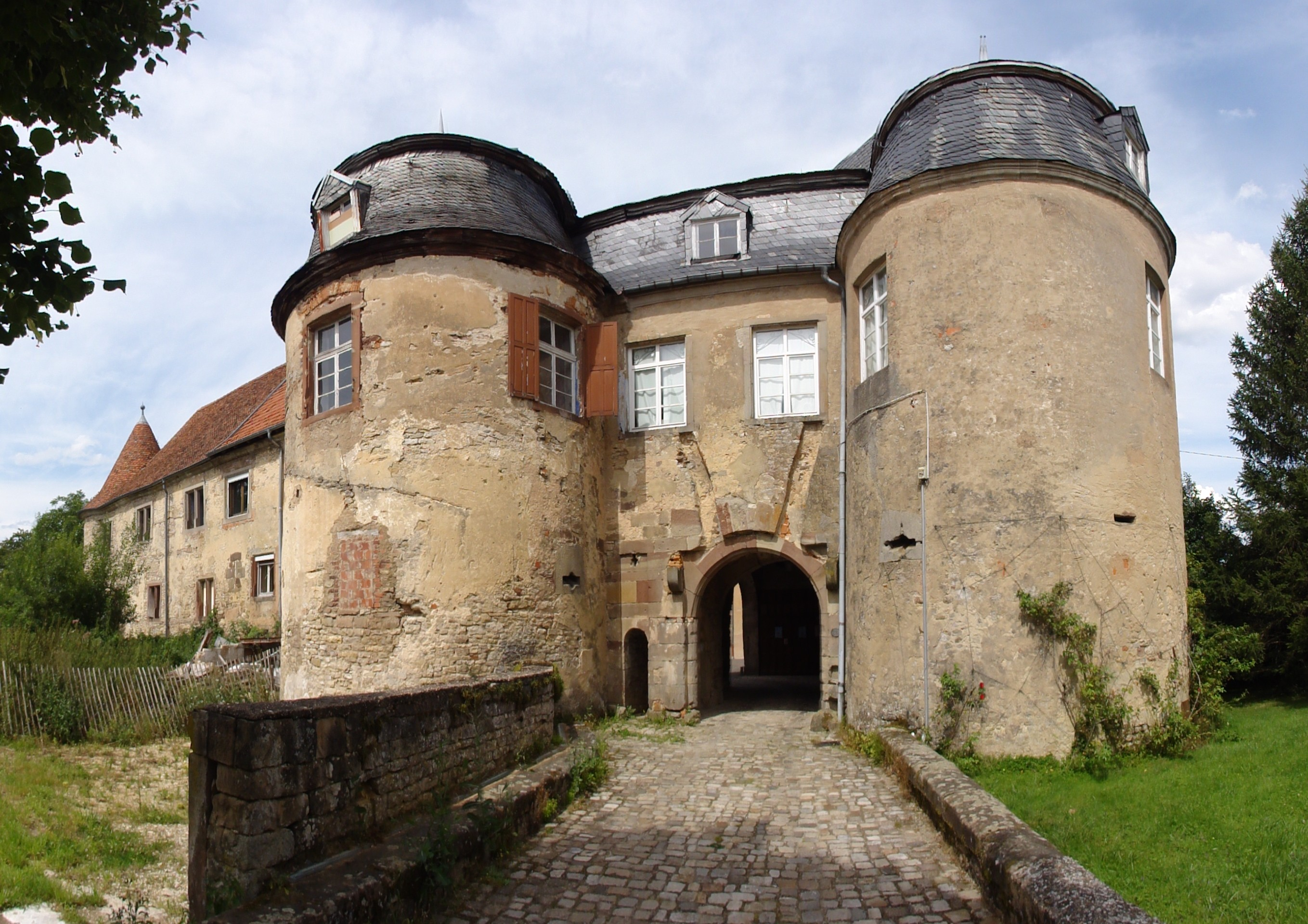
Schloss Lorenzen

Aus dieser Verbindung stammen vier Kinder:
- Karoline Henriette Christine (1721–1774), genannt die große Landgräfin; ⚭ Landgraf Ludwig IX. von Hessen-Darmstadt
- Christian IV. (1722–1775), Pfalzgraf und Herzog von Pfalz-Zweibrücken
- Friedrich Michael (1724–1767), Pfalzgraf von Pfalz-Birkenfeld-Bischweiler
- Christiane Henriette (1725–1816), Pfalzgräfin von Pfalz-Birkenfeld-Bischweiler

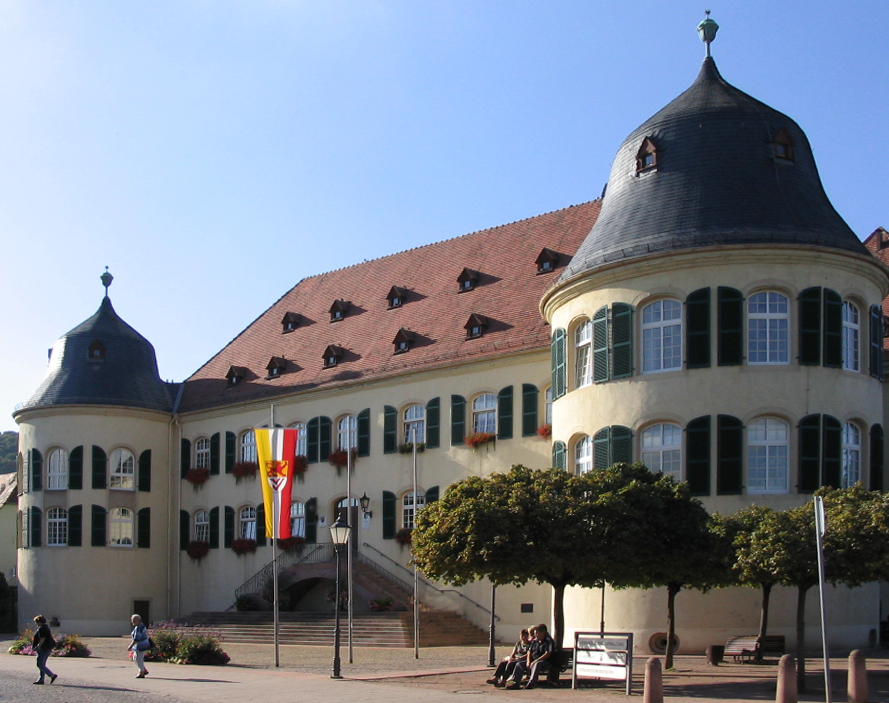
Bad Bergzabern, Schloss

Im Februar 1735 wurde die 30-jährige Karoline von Nassau-Saarbrücken bzw. von Pfalz-Zweibrücken mit dem Tod ihres Mannes Christian III. Witwe. Die Vormundschaft für ihre unmündigen Kinder wurde Karoline von Kaiser Karl VI. übertragen. Der französische König Ludwig XV. bestätigte der Herzogin auch alle Herrschaftsrechte in ihren Besitzungen im Elsass, die unter französischer Oberhoheit standen. Mit dem französischen Hof in Versailles unterhielt die Familie gute Kontakte und mehrere Vertreter der Linie Birkenfeld-Bischweiler dienten in der französischen Armee.
In ihrer Regentschaft wurde Karoline durch eine Geheime Kabinettskonferenz als oberste Landesbehörde unterstützt. Führende Politiker des Gremiums waren Geheimrat Heinrich Wilhelm von Wrede sowie der Geheimrat Ludwig de Savigny. Unter der Regentschaft von Karoline wurden zahlreiche Prozesse mit den Verwandten der Linie Gelnhausen oder mit den Freiherren von Schnorrenburg beigelegt. Größtes Problem der Herrschaft waren die zerrütteten Staatsfinanzen, die von den Kosten für die Hofhaltung und die Finanzierung neuer Bauten des Herzogs Gustav Samuel Leopold herrührten. Während des Polnischen Erbfolgekrieges hatte das Territorium von Karoline unter dem Durchmarsch französischer und kaiserlicher Truppen zu leiden, die Fourage und Quartiere verlangten. So entstanden Karolines Regierung in den Jahren 1734 bis 1736 Kosten in Höhe von 697.937 Gulden. Die finanzielle Situation wurde so prekär, dass Karoline in einer Petition an den Reichstag meldete, dass sie keine Reichs- und Kreissteuern mehr zahlen könne und man ihr die Weiterzahlung der Steuern bis zur Erholung der finanziellen Situation ihres Territoriums erlassen würde. Insgesamt konnte Karoline innerhalb ihrer fünfjährigen Regentschaft, die endete, als ihr Sohn Christian IV. im Jahr 1740 die Regierung in Zweibrücken antrat, nur einen Teil der angesammelten Schulden des Landes abtragen. Nach dem Regierungsantritt ihres Sohnes regierte Karoline noch fünf Jahre inoffiziell mit.
Im Jahr 1741 gelang es Karoline, ihre Töchter Christiane mit Friedrich Karl August von Waldeck-Pyrmont und Caroline mit Landgraf Ludwig IX. von Hessen-Darmstadt zu vermählen.
Karoline lebte mit ihrer unverheirateten, älteren Schwester Henriette (* 1702; † 1769) zusammen. Beider Mutter, Philippine Henriette von Hohenlohe, nahm als Witwe seit dem Jahr 1713 ihren Wohnsitz im Schloss von Lorenzen in der Grafschaft Saarwerden. Seit dem Jahr 1719 lebte Philippine Henriette meist bei ihren beiden Töchtern Henriette und Karoline in Rappoltsweiler. Nachdem Karolines Ehemann die Herrschaft Zweibrücken übernommen hatte, zog die Familie im Jahr 1734 nach Zweibrücken. Als Christian III. von Pfalz-Zweibrücken im Jahr 1735 starb, bezogen die drei Frauen als Wohnsitz im Jahr 1744 das Schloss in Bergzabern, Karolines Wittumsgut. Schloss Bergzabern war nach den Zerstörungen während des Holländischen Krieges im Jahr 1676 von Jonas Erikson Sundahl in den Jahren 1720 bis 1725 renoviert worden. Hier starb Philippine Henriette im Jahr 1751 und wurde dort auch begraben. Geheimrat Wrede versuchte, die Aufwendungen von Karolines Hofhaltung in Bergzabern zu reduzieren, was Karoline immens verärgerte. Sie bewegte daraufhin ihren regierenden Sohn Christian IV., das Wittumsgut Bergzabern in dem Umfang finanziell zu versorgen, wie es zum Zeitpunkt ihrer Eheschließung mit Christian III. im Jahr 1719 vertraglich vereinbart worden war. Seit dieser Angelegenheit galt das Verhältnis zwischen Karoline und Geheimrat von Wrede als zerrüttet.
Karolines Hofstaat in Bergzabern war größtenteils lutherischer Konfession. Karoline war in ihrer Heimat Saarbrücken lutherisch aufgewachsen und wollte nur Menschen dieser Konfession in ihrer Umgebung haben, obwohl seit dem Jahr 1719 der Grundsatz der Religionsfreiheit im Herzogtum Zweibrücken galt. Ihr Hofprediger Georg Petersen (1708–1783), der sie in kirchenrechtlichen und religionspolitischen Angelegenheiten beriet, war ebenfalls streng lutherisch ausgerichtet. Herzogin Karoline unterstützte besonders die lutherische Gemeinde in Bergzabern und finanzierte einen großen Teil der Baukosten der Bergzaberner Bergkirche. Hier wurde Karolines Mutter Philippine Henriette von Hohenlohe nach ihrem Tod 1751 in der Fürstengruft beigesetzt. Auch die mit Karoline zusammenlebende Schwester Henriette wurde hier im Jahr 1769 bestattet. Karoline unterhielt im Schloss Bergzabern eine Armenspeisung und richtete in ihrem Testament eine Armenstiftung ein, die „wahren Armen evangelischer Religion“ zugutekommen sollte. Trotz ihrer streng lutherischen Ausrichtung konnte es Karoline nicht verhindern, dass ihr Sohn Friedrich anlässlich seiner Ehe mit Maria Franziska Dorothea Christina von Pfalz-Sulzbach, der Tochter des Pfalzgrafen Joseph Karl von Pfalz-Sulzbach, am 27. November 1746 die katholische Konfession seiner Braut annahm. Friedrich erhielt bei seiner Firmung durch Papst Benedikt XIV. im Jahr 1751 den Beinamen „Michael“, den Namen des Erzengels Michael, den man seit der Zeit der Gegenreformation als himmlischen Helfer der katholischen Kirche gegen den Protestantismus anflehte. Ebenfalls war Karoline von der katholischen Konversion ihres Sohnes Christian am Hof von Versailles schockiert, der in der Hoffnung, Frankreich würde den Anspruch Zweibrückens auf die Kurpfalz und Kurbayern akzeptieren, unternommen worden war. Der Streit um die katholische Konfession zog weite Kreise und war Thema mehrerer Streitschriften. Karolines Schwester Henriette konnte die Herzogin mit dem Verhalten ihres Sohnes Christian versöhnen. Nicht gebilligt wurde von Karoline allerdings die morganatische Verbindung von Christian mit Marianne Camasse, Gräfin von Forbach, einer ehemaligen Tänzerin.
Karolines Leibarzt war Johann Ludwig Leuchsenring, ein Bruder von Franz Michael Leuchsenring.
Als Karolines Oberhofmeister fungierte der sachsen-weimarische Geheimrat Jakob Julius von Kaulbars, als Verwaltungsfachmann der Oberamtmann Karl Philipp von Dungern. Karolines Hofdamen stammten meist aus nassauischem und zweibrücker Landadel. Hofdame Sophie Henriette von Roussillon (genannt Urania), die als Vorbild von Goethes "Fräulein von B." in seinem Werk Werther gilt, war öfters Begleiterin von Karoline auf deren Reisen.
Nach dem frühen Tod ihres Sohnes Friedrich Michael im Jahr 1767 kümmerte sich Karoline um dessen Kinder. Ihre Enkeltochter Maria Anna von Pfalz-Zweibrücken (1753–1824) nahm Karoline in Bergzabern auf. Ihr Enkelsohn Max Josef, der in Schwetzingen aufwuchs, der spätere erste bayerische König, verbrachte seine Ferien bei seiner Großmutter Karoline in Bergzabern.
Karolines umfangreiche Korrespondenz, besonders mit ihren Töchtern Christiane und Karoline, die sie oft besuchte, aber auch mit in- und ausländischen Würdenträgern ihrer Zeit, wird aktuell im Geheimen Hausarchiv in München aufbewahrt.

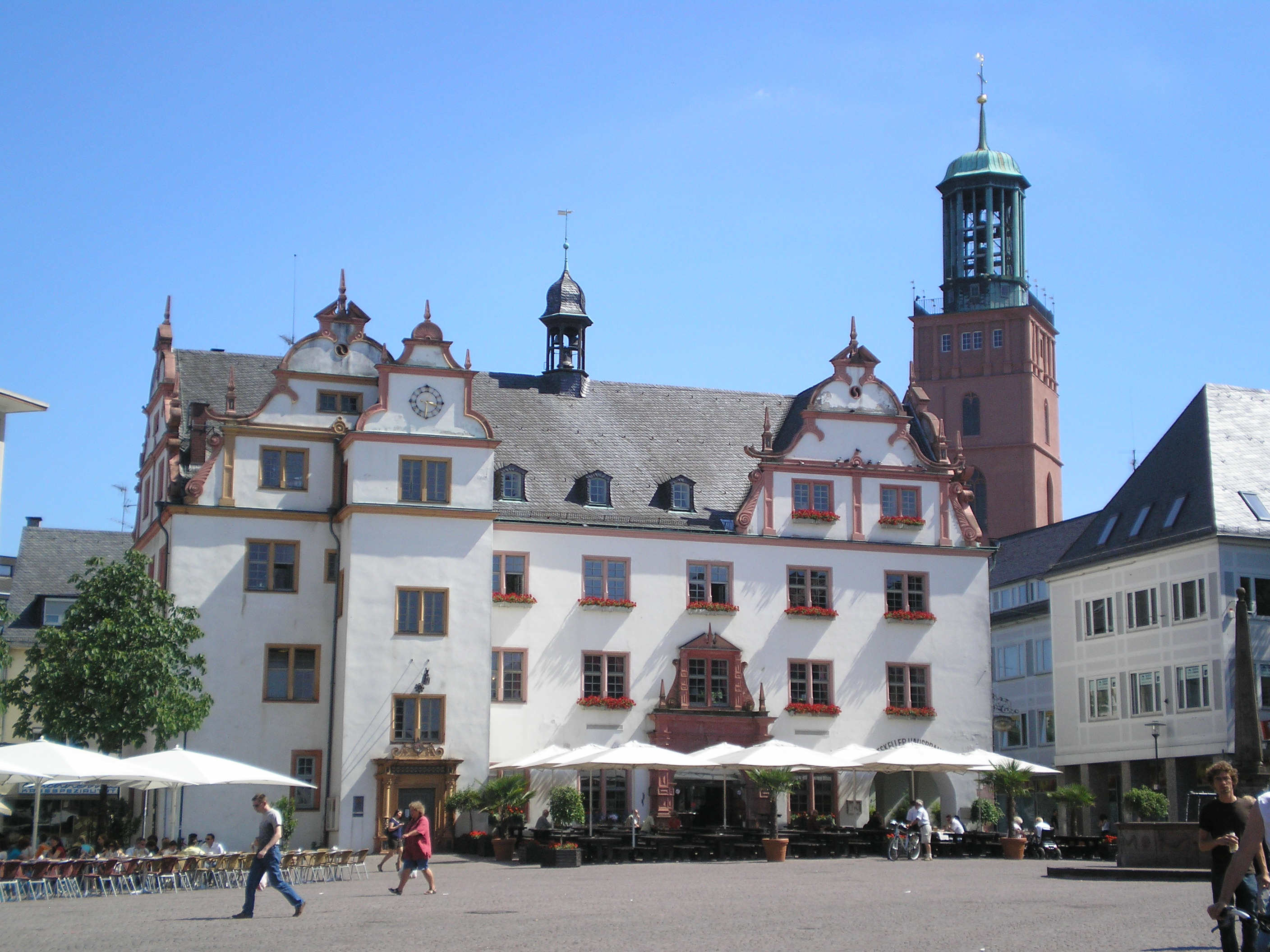
Stadtkirche Darmstadt mit Rathaus

Im März 1774 war Herzogin Karoline nach Darmstadt gekommen, um ihre kranke Tochter Landgräfin Karoline Henriette zu besuchen. Hier verstarb Karoline am 25. März 1774 im Alter von 69 Jahren. Nur fünf Tage später starb ihre Tochter am 30. März 1774. Nach dem Wunsch der Herzogin, sie hatte im Alter von 47 Jahren bereits ein Begräbnis am Ort ihres Ablebens festgelegt, wurde sie ohne prächtige Beisetzungsfeierlichkeiten in Darmstadt bestattet. Ihr Grab befindet sich in der Stadtkirche Darmstadt.
In Ihrem Testament hatte Karoline mit dem Einverständnis ihrer Söhne Christian und Michael ihre beiden Töchter Karoline Henriette und Christiane bzw. deren Nachkommen als Erben eingesetzt. Den evangelischen Armen von Bergzabern vermachte sie 2000 Gulden.
Die Enkelinnen Karolines, Marie Amalie von Baden und Karoline Luise von Sachsen-Weimar-Eisenach, entwarfen die Inschrift auf ihrer Grabplatte: Hier ruht / im Schlaf der Unsterblichkeit / der Leichnam / der Durchlauchtigsten Fürstin und Frau / Carolinen / Ihr Leben war ein hellscheinendes Licht, / Ihr Bild der Abdruck Ihres menschenfreundlichen Herzens, / Ihre ganze Seele Sanftmut, Ihr Geist voll Wahrheit und Religion. / Ihr Andenken ist Segen vor (sic!) die, so Ihrem himmlischen Beispiel folgen.

## Weitere Nachkommen
Karoline von Nassau-Saarbrücken ist die Großmutter des ersten bayerischen Königs Maximilian I. Joseph sowie die Urgroßmutter von dessen Frau Karoline. Karoline von Nassau-Saarbrücken ist die Urgroßmutter von König Ludwig I. von Bayern und dessen Schwester, der österreichischen Kaiserin Karoline Auguste, der Ehefrau des letzten römisch-deutschen Kaisers und ersten österreichischen Kaisers Franz.
Karoline von Nassau-Saarbrücken ist die Ururgroßmutter von König Maximilian II. Joseph und von dessen Brüdern Prinzregent Luitpold von Bayern und König Otto von Griechenland sowie die Urururgroßmutter des bayerischen Königs Ludwig II., dessen Bruders König Otto I. und des letzten bayerischen Königs Ludwig III.
Hinsichtlich des österreichischen Kaiserhauses ist sie die Ururgroßmutter des österreichischen Kaisers und ungarischen Königs Franz Joseph I. sowie von dessen Ehefrau Elisabeth von Österreich-Ungarn. Karoline von Nassau-Saarbrücken ist ebenso die Ururgroßmutter des mexikanischen Kaisers Maximilian I., des Bruders von Kaiser Franz Joseph I.
Hinsichtlich des preußischen Königshauses ist sie die Großmutter der preußischen Königin Friederike Luise, die Urgroßmutter des preußischen Königs Friedrich Wilhelm III. und die Ururgroßmutter des preußischen Königs Friedrich Wilhelm IV. sowie von dessen Bruder Wilhelm I., des ersten Kaisers des Deutschen Reiches. Ebenso ist sie die Ururgroßmutter der preußischen Königin und ersten deutschen Kaiserin Augusta, der Frau Wilhelms I.
Hinsichtlich des russischen Zarenhauses ist sie die Großmutter der früh verstorbenen russischen Thronfolgerin Natalia Alexejewna und die Urgroßmutter der russischen Zarin Elisabeth Alexejewna, der Ehefrau von Zar Alexander I. Ebenso ist sie die Ururgroßmutter der russischen Zarin Marija Alexandrowna, der Gattin von Zar Alexander II.
Hinsichtlich des schwedischen Königshauses ist Karoline von Nassau-Saarbrücken die Urgroßmutter der schwedischen Königin Friederike.
Hinsichtlich des sächsischen Königshauses ist Karoline von Nassau-Saarbrücken Großmutter der ersten sächsischen Königin Amalie, der Schwester des ersten bayerischen Königs Maximilian I. Joseph.
Bezüglich des Großherzogtums Hessen ist Karoline von Nassau-Saarbrücken die Großmutter von Großherzog Ludwig I. und dessen Schwester Luise, der Großherzogin von Sachsen-Weimar-Eisenach.
Unter der Voraussetzung, dass Kaspar Hauser der Sohn des badischen Großherzogs Karl Ludwig Friedrich gewesen wäre, wäre Karoline von Nassau-Saarbrücken dessen Ururgroßmutter. Bezüglich der badisch-hohenzollernschen Nachkommenschaft von Karoline von Nassau-Saarbrücken sind die Geschwister Stephanie von Hohenzollern-Sigmaringen, die Königin von Portugal,  Karl, der König von Rumänien, Leopold von Hohenzollern, der durch seine geplante spanische Thronfolge Bismarck als „Auslöser“ des Deutsch-Französischen Krieges diente, sowie Maria Luise von Hohenzollern-Sigmaringen, Prinzessin von Belgien, ihre Urururenkel. Über Maria Luise, die Ururgroßmutter des jetzigen belgischen Königs Philippe, ist Karoline von Nassau-Saarbrücken auch Ahnfrau des aktuell regierenden belgischen Königshauses.
Hinsichtlich der monegassischen Fürstenfamilie ist sie die Ururururgroßmutter des Fürsten Louis II. von Monaco.
Hinsichtliche des englischen Königshauses ist Karoline von Nassau-Saarbrücken die Ururururururgroßmutter von Philip, Duke of Edinburgh, dem Ehemann von Königin Elisabeth II.